# A Novela das 8
A Novela das 8 é um filme brasileiro lançado em 30 de março de 2012 produzido por João Queiroz e dirigido por Odilon Rocha. O longa é produzido pela Querosene Filmes, Cria Filmes, Geração Conteúdo e TC Filmes, co-produzido e distribuído pela Universal Pictures.

## Produção
É uma homenagem à teledramaturgia brasileira, tendo como pano de fundo a novela Dancin' Days, de Gilberto Braga, que influenciou na imaginação da maior parte dos brasileiros em quesito moda, comportamento e pensamento. O diretor Odilon Rocha, disse a imprensa, que "o filme recria o look da discoteca que aparecia na TV, que está na imaginação da maior parte dos brasileiros que viveram aquela época e também da juventude que conhece através de cenas da novela que podem ser vistas na internet. A intenção é levar os espectadores para aquele universo colorido".
O filme estreou para o público no Festival do Rio de 2011 para depois, segundo os planos do diretor, ser apresentado em festivais internacionais e ser lançado comercialmente no Brasil, pela Universal Filmes, em 30 de março de 2012.

## Enredo
Brasil, 1978. Ainda sob ditadura militar do presidente Ernesto Geisel, o Brasil sucumbe à discoteca graças ao enorme sucesso da novela Dancin' Days. Amanda, uma prostituta viciada no drama televisivo, e sua empregada, Dora, são obrigadas a fugir de São Paulo depois de um incidente fatal e partem pro Rio de Janeiro, mas com o policial federal Brandão em seu encalço. Nesta jornada, o destino de ambas irá cruzar o caminho de João Paulo, um diplomata que se sente estrangeiro em seu próprio país. Vicente é um líder de um grupo revolucionário e seu irmão Pedro; e do adolescente Caio que, criado pelos avôs, conta com a ajuda apenas de sua melhor amiga Mônica na luta para serem aceitos como gays. Ambos são jovens, fascinados por disco music e pela novela Dancin' Days.

## Elenco
| Ator               | Personagem           |
| ------------------ | -------------------- |
| Cláudia Ohana      | Dora Dias            |
| Vanessa Giácomo    | Amanda Lima          |
| Mateus Solano      | João Paulo Dornellas |
| Alexandre Nero     | Detetive Brandão     |
| Paulo Lontra       | Caio Dias            |
| Otto Jr.           | Vicente de Oliveira  |
| Aline Fanju        | Flávia               |
| André Ramiro       | Sérgio               |
| Camila Amado       | Maria                |
| Guilherme Duarte   | Pedro                |
| Lionel Fischer     | Alberico             |
| Thais Müller       | Mônica               |
| Adriano Garib      | Padre Otávio         |
| João Sabiá         | Carlos               |
| Bruno Ahmed        | Beto                 |
| Roberto Bento      | Elias                |
| Gustavo Novaes     | Zé                   |
| Zezé Antônio       | Bio                  |
| Guilherme Ortiz    | Guga                 |
| Arthur Lopes Leite | Neto                 |

## Recepção
Em sua crítica de cinema para O Globo, Consuelo Lins disse que "como todo folhetim (...), todos os personagens estão, de algum modo, conectados, mas, se esse recurso é eficaz na televisão, convence pouco em um filme que se quer também realista (...) Ainda assim, o filme de Odilon Costa tem bons momentos de suspense e até mesmo de humor em meio ao melodrama". Da Rolling Stone, Christian Petermann: "O recorte dramático apresenta traços autobiográficos, mas Rocha, tipicamente de um estreante ávido por mostrar serviço, conta tramas demais, cria personagens além do fôlego da fita, abrindo fogo e não acertando muitos alvos". Cineplayers, Heitor Romero: "É uma pena que as boas ideias se percam na inexperiência de seu diretor, que na ânsia de querer abordar tantos temas de peso e tantas sub-tramas acaba não se aprofundando em nada."
Cineweb, Alysson Oliveira: "Mas as boas ideias de "A novela das 8" estão dispersadas ao longo do filme, ao qual falta força e unidade – apesar de ter duas excelentes atrizes como protagonistas. (...) Em outras palavras, as deficiências do filme partem do seu alicerce: o roteiro."